# 10회 농심 신라면배 세계바둑 최강전
10회 농심 신라면배 세계바둑 최강전은 대한민국, 중국, 일본의 대결로 대한민국이 우승으로 탈환해 성공했다.  

## 대국 결과
| 대국 | 대국일자 | 대국일자  | 차전  | 장소                       | 승자             | 패자                 | 결과             | 기보                             |
| ---- | -------- | --------- | ----- | -------------------------- | ---------------- | -------------------- | ---------------- | -------------------------------- |
| 1    | 2008년   | 10월 21일 | 1차전 | 중국 베이징 쿤룬(昆崙)호텔 | 퉈자시 三단      | 허영호 六단          | 191수 흑 불계승  | [ 깨진 링크 ( 과거 내용 찾기 ) ] |
| 2    | 2008년   | 10월 22일 | 1차전 | 중국 베이징 쿤룬(昆崙)호텔 | 퉈자시 三단      | 야마시타 게이고 九단 | 293수 흑 4집반승 | [ 깨진 링크 ( 과거 내용 찾기 ) ] |
| 3    | 2008년   | 10월 23일 | 1차전 | 중국 베이징 쿤룬(昆崙)호텔 | 퉈자시 三단      | 윤준상 七단          | 303수 백 4집반승 | [ 깨진 링크 ( 과거 내용 찾기 ) ] |
| 4    | 2008년   | 10월 24일 | 1차전 | 중국 베이징 쿤룬(昆崙)호텔 | 퉈자시 三단      | 고노 린 九단         | 244수 흑 4집반승 | [ 깨진 링크 ( 과거 내용 찾기 ) ] |
| 5    | 2008년   | 11월 24일 | 2차전 | 부산 농심호텔              | 강동윤 八단      | 퉈자시 三단          | 303수 흑 1집반승 | [ 깨진 링크 ( 과거 내용 찾기 ) ] |
| 6    | 2008년   | 11월 25일 | 2차전 | 부산 농심호텔              | 강동윤 八단      | 야마다 기미오 九단   | 157수 흑 불계승  | [ 깨진 링크 ( 과거 내용 찾기 ) ] |
| 7    | 2008년   | 11월 26일 | 2차전 | 부산 농심호텔              | 강동윤 八단      | 박문요 五단          | 283수 흑 불계승  | [ 깨진 링크 ( 과거 내용 찾기 ) ] |
| 8    | 2008년   | 11월 27일 | 2차전 | 부산 농심호텔              | 강동윤 八단      | 하네 나오키 九단     | 199수 흑 불계승  | [ 깨진 링크 ( 과거 내용 찾기 ) ] |
| 9    | 2008년   | 11월 28일 | 2차전 | 부산 농심호텔              | 강동윤 八단      | 치우쥔 八단          | 223수 흑 불계승  | [ 깨진 링크 ( 과거 내용 찾기 ) ] |
| 10   | 2008년   | 11월 29일 | 2차전 | 부산 농심호텔              | 다카오 신지 九단 | 강동윤 八단          | 165수 흑 불계승  | [ 깨진 링크 ( 과거 내용 찾기 ) ] |
| 11   | 2009년   | 2월 17일  | 3차전 | 중국 상하이 한국문화원     | 창하오 九단      | 다카오 신지 九단     | 207수 흑 불계승  | [ 깨진 링크 ( 과거 내용 찾기 ) ] |
| 12   | 2009년   | 2월 18일  | 3차전 | 중국 상하이 한국문화원     | 이세돌 九단      | 창하오 九단          | 169수 흑 불계승  | [ 깨진 링크 ( 과거 내용 찾기 ) ] |
| 13   | 2009년   | 2월 19일  | 3차전 | 중국 상하이 한국문화원     | 이세돌 九단      | 구리 九단            | 294수 백 3집반승 | [ 깨진 링크 ( 과거 내용 찾기 ) ] |

결과: 대한민국 우승 (7승 3패, 이창호 九단은 출장하지 않음), 중국 준우승 (5승 5패), 일본 3위 (1승 5패)